# Ficus jacquelineae
Ficus jacquelineae là một loài thực vật có hoa trong họ Moraceae. Loài này được Carvajal & Peña-Pin. mô tả khoa học đầu tiên năm 1996.